# Epiphrades undatus
Epiphrades undatus är en dagsländeart som först beskrevs av Lugo-ortiz och Mccafferty 1995.  Epiphrades undatus ingår i släktet Epiphrades och familjen Leptohyphidae. Inga underarter finns listade i Catalogue of Life.